# Anelassorhynchus semoni
Anelassorhynchus semoni is een lepelworm uit de familie Thalassematidae.
De wetenschappelijke naam van de soort werd in 1896 gepubliceerd door Fischer.